# Kiso (pueblo)
Kiso (木曽町 Kiso-machi?) es un pueblo en la prefectura de Nagano, Japón, localizado en la parte central de la isla de Honshū, en la región de Chūbu. El 1 de marzo de 2021 tenía una población estimada de 10 429 habitantes y una densidad de población de 22 personas por km².

## Geografía
Kiso se encuentra en la zona montañosa al suroeste de la prefectura de Nagano, bordeada por la prefectura de Gifu al oeste.

## Historia
El área de Kiso actual era parte de la antigua provincia de Shinano. El pueblo moderno fue creado mediante una fusión de Kiso-Fukushima con las villas de Hiyoshi, Kaida y Mitake el 1 de noviembre de 2005.

## Demografía
Según los datos del censo japonés, la población de Kiso ha disminuido rápidamente en los últimos 50 años.
| Gráfica de evolución demográfica de Kiso entre 1940 y 2015 |
|                                                            |
| Oficina de Estadísticas de Japón                           |